# ジャン＝リュック・サンド
ジャン＝リュック・サンド（Jean-Luc Sandoz、1960年 - ）はスイスとフランスの二重国籍のエンジニアで、木造建築の専門家である。木材に関連する分野（エンジニアリング、工業化、建設、専門知識）を扱ういくつかの会社の創設者であり、以前はEPFL（スイス連邦工科大学）の教授および講師を務めていた。

## 経歴
フランスのオードゥー地方（Haut-Doubs）の農家に生まれ、大工の職業訓練証明書を取得したのを皮切りに、家具製作に関するBEP（職業学習証書）を取得したのち、Lycée Bois de Mouchard に入学した。1976年には木造建築のBTS（上級技術者資格）を取得。
ENSTIB（技術・産業の高等専門学校）で学んだ後、1985年にスイス連邦工科大学のジュリアス・ナテラー（Julius Natterer）の指導の下で超音波と木材の機械的強度をテーマに論文を執筆し始めた。1990年に「Triage et fiabilité des bois de construction: validité de la methode Ultrason」（建設用木材の選別と信頼性：超音波法の妥当性）と題した論文を発表し博士号を取得した。
スイス連邦工科大学のIBOIS（木造建築研究所）にて木材の機械的品質を測定する非破壊技術と、大規模な建築に適用するための木構造の最適化という二つのテーマを研究を続けた。
1993年にスイス連邦工科大学の助教授に任命され、ジュリアス・ナテラーとマーシャル・レイ（Martial Rey）とともに教科書『Construction en Bois』を執筆した。
その期間中に木材の非破壊検査に関するシンポジウムや木材工学に関する世界会議など、さまざまな国際シンポジウムを主催した。
超音波を利用して木材の特性を測定する装置（Sylvatest）、架空電線や電話線用の木柱を測定するアプリケーション (K-Store & Polux) など、いくつか特許を登録している。これらは木材だけでなく、木材とコンクリートの混合スラブにも使用される。
1999年、自身の会社に専念するために学術界を去る。

## 木造建築
ジャン＝リュック・サンドは、あらゆる種類の構造物や建物に木材を使用し、スパンと高さ、さらには熱的および音響的性能を最適化する。プロジェクトのいくつかは受賞している。.
サンドの構造物の例:
- 2002年のスイス国内博覧会Expo.02では、一時的な展示パビリオンを収容するためにヌーシャテル湖とビエンヌ湖に設置された海上プラットフォームを設計、建設した。地元の木材で作られ、木造構造全体は博覧会期間後に解体され、再利用された。
- 2006 年から 2007 年にかけて、北京の紫禁城の木造建築物の残留性能を検査した。[22][23]
- 2017 年には、ギアナ宇宙センターの建設に協力し、アマゾン森林の地元木材の特性評価と利用を支援した。[24]
- 2019年、彼はローザンヌで開催される2020年冬季ユースオリンピック大会の選手村として機能したボルテックスビルの外装に木材を使用し、その後学生宿泊施設として現在の機能を引き継いだ。

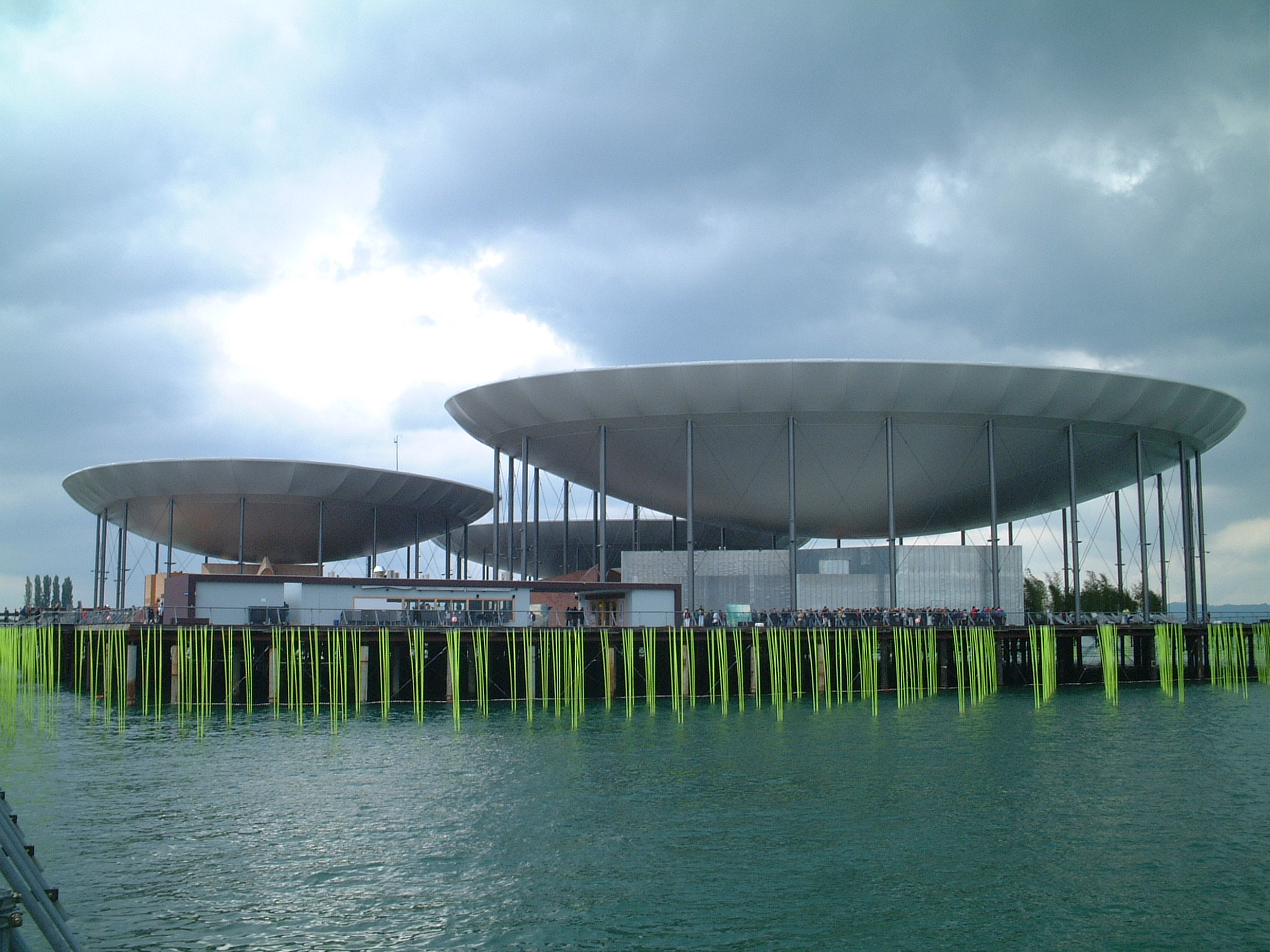
Expo.02 in Neuchâtel
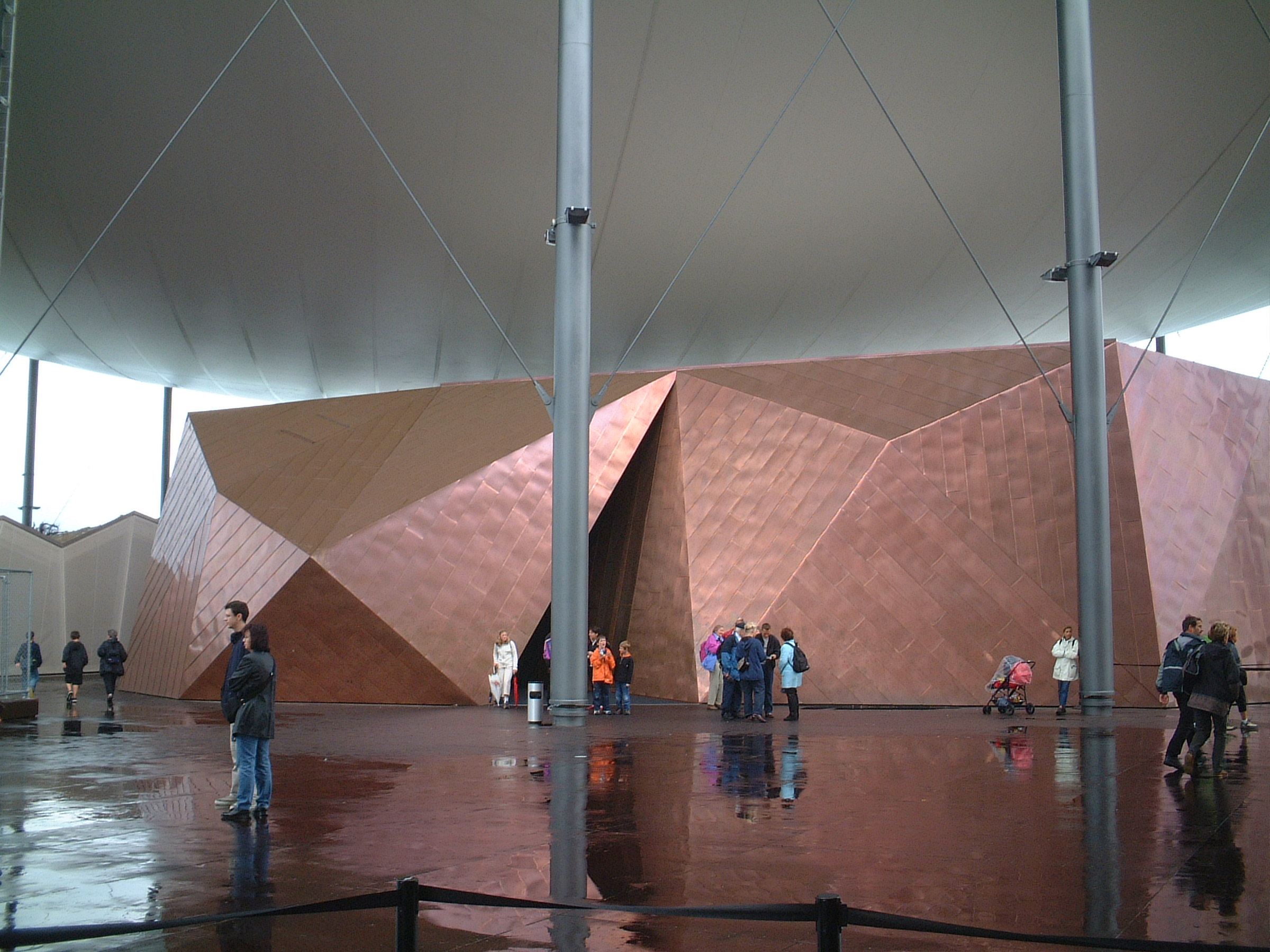
Expo.02 in Neuchâtel
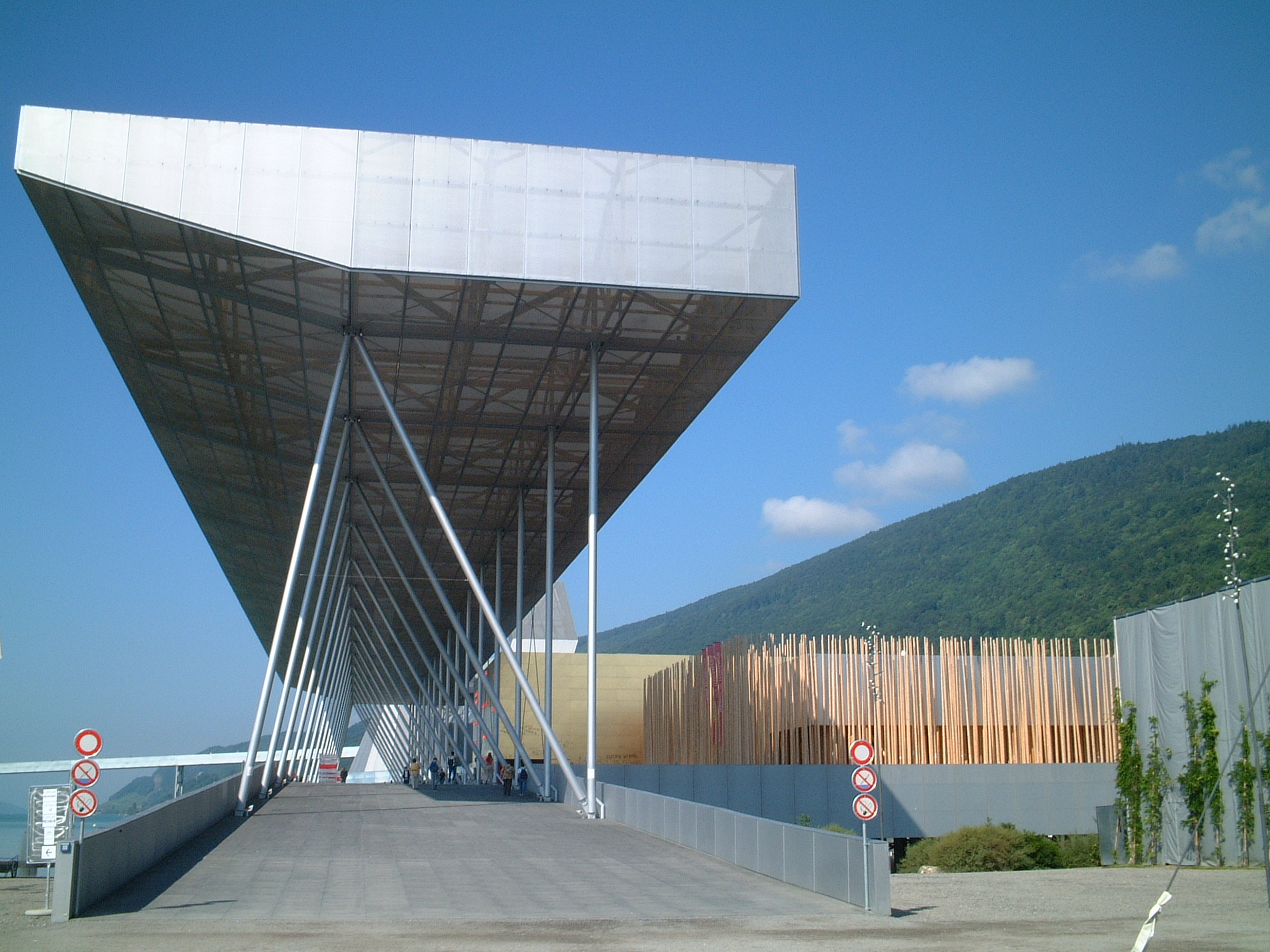
Expo.02 in Biel/Bienne
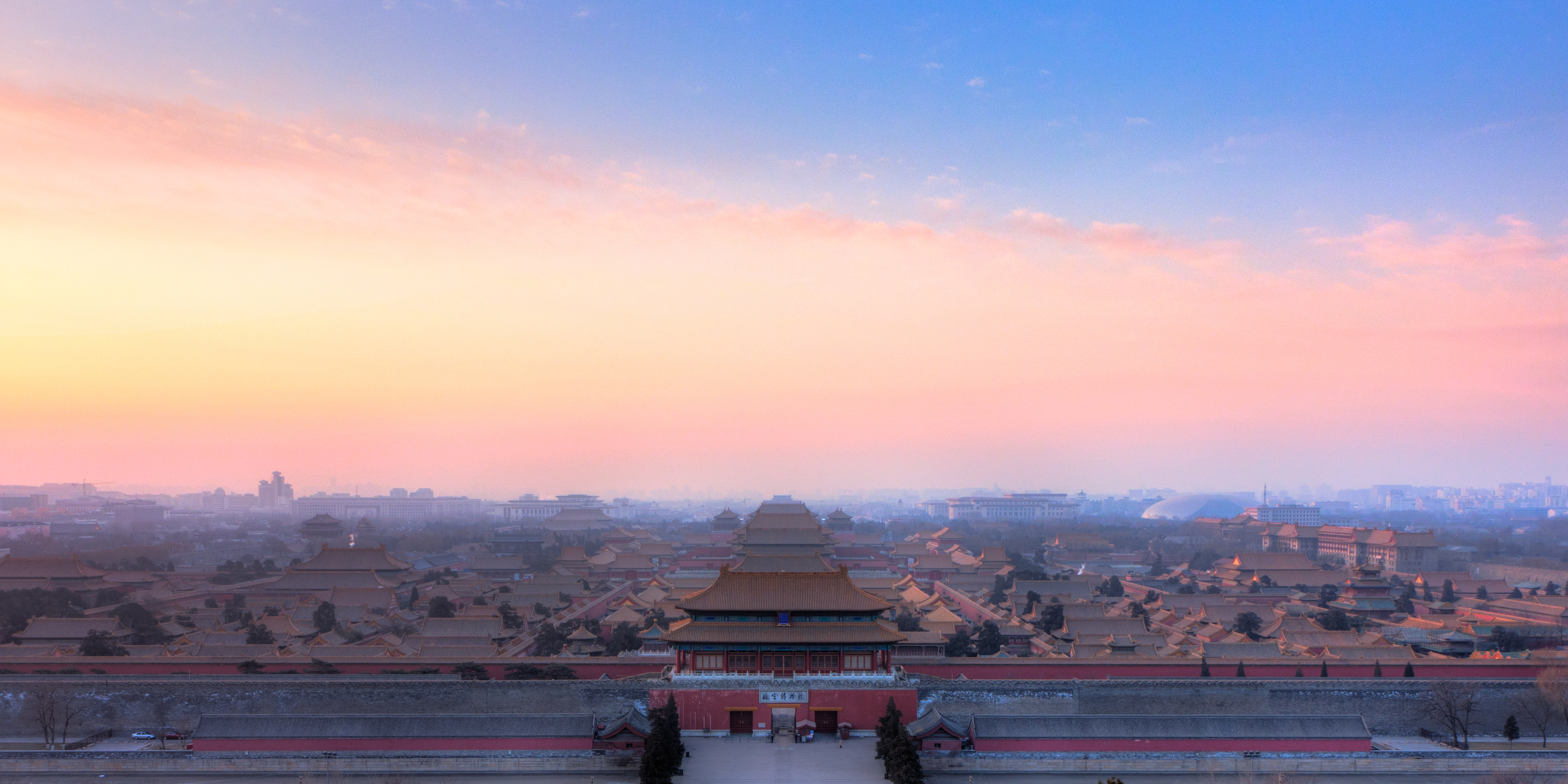
Forbidden City in Beijing
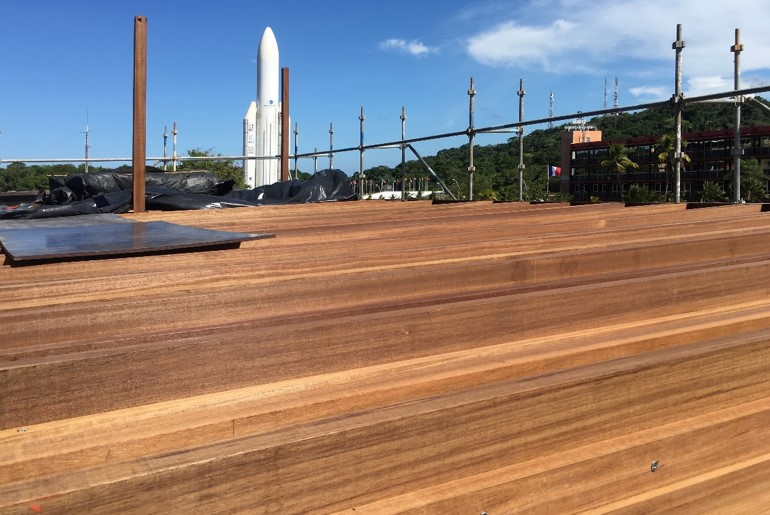
Wood characterisation at the Guiana Space Centre in Kourou
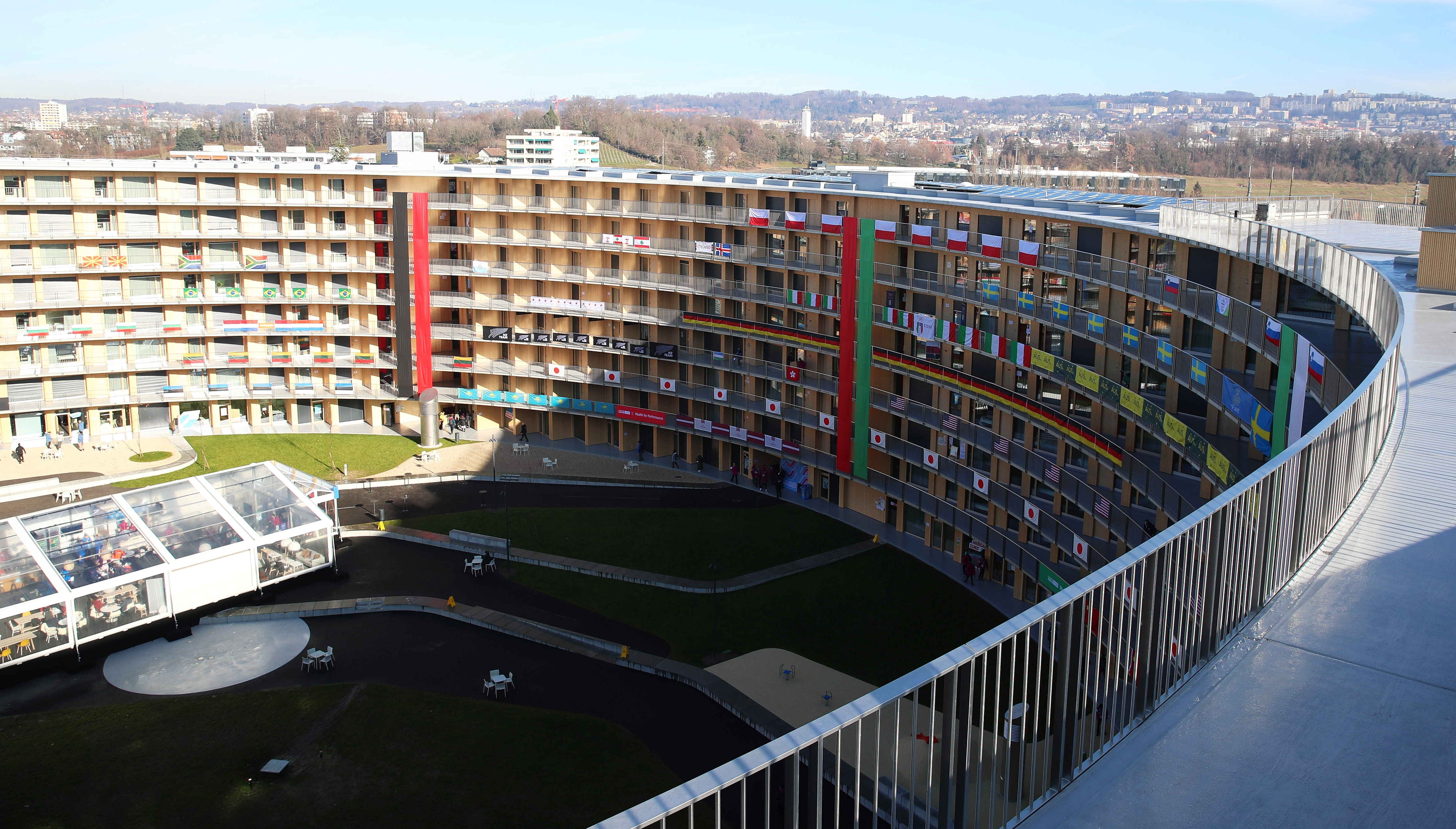
Wooden façade at the Vortex building in Lausanne
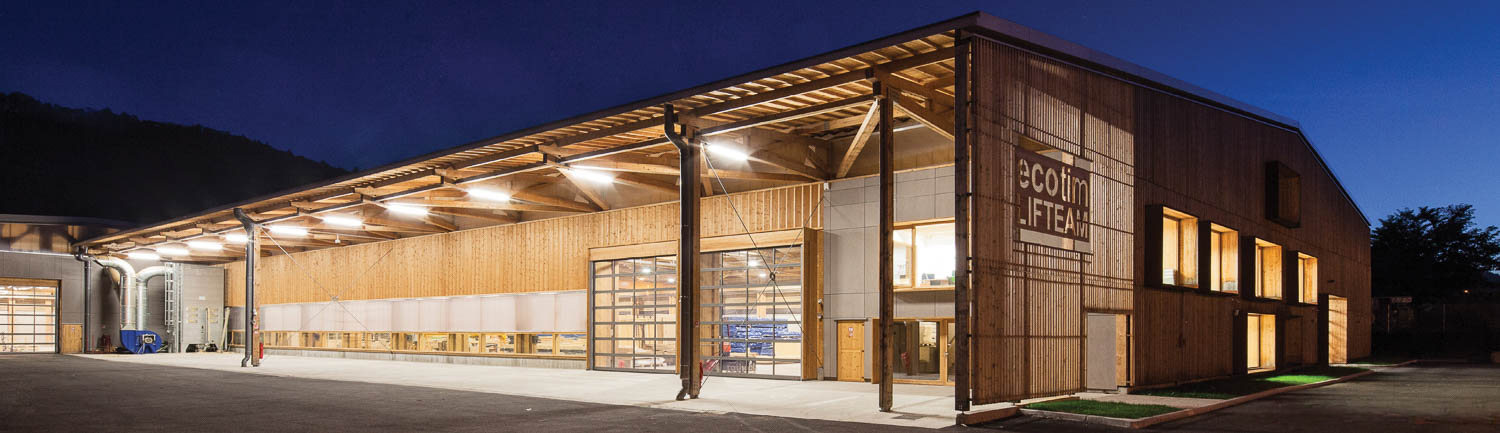
Ecotim II - Industrial building - Architecture Amiot Lombard
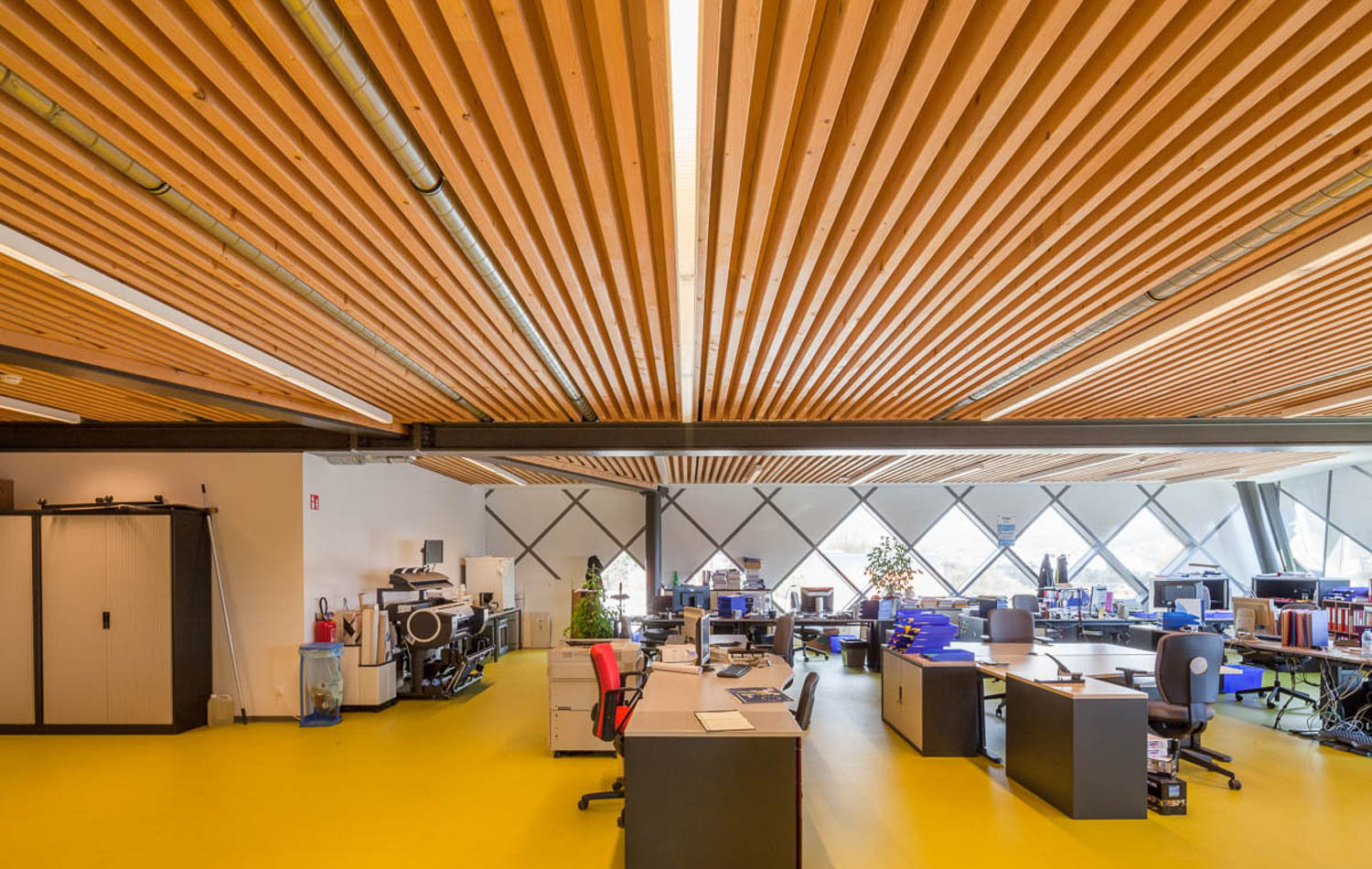
Herstal City Hall - Frédéric Haesevoets Architecture
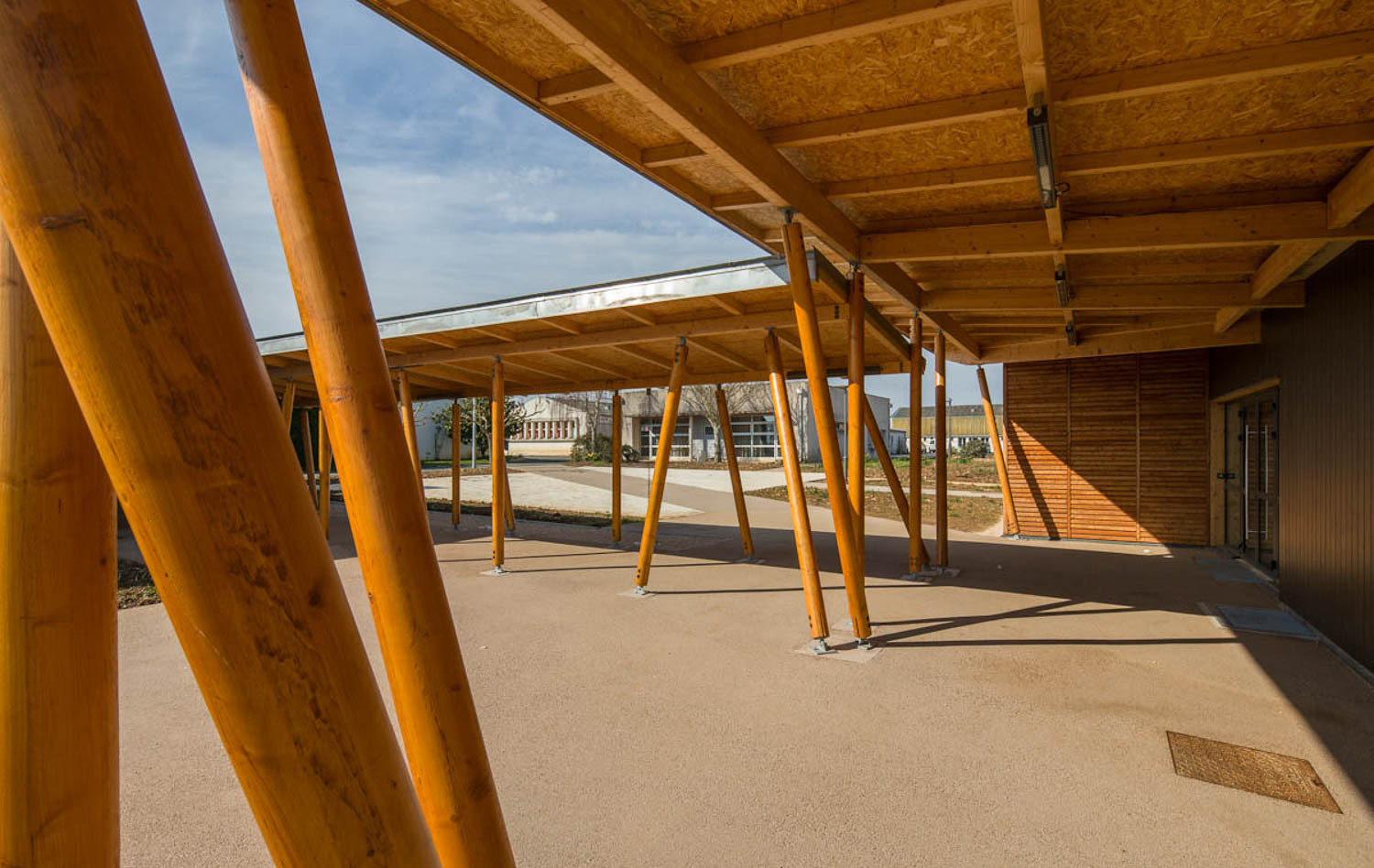
High school in Vendée, 2013 - Frédéric Fonteneau architect
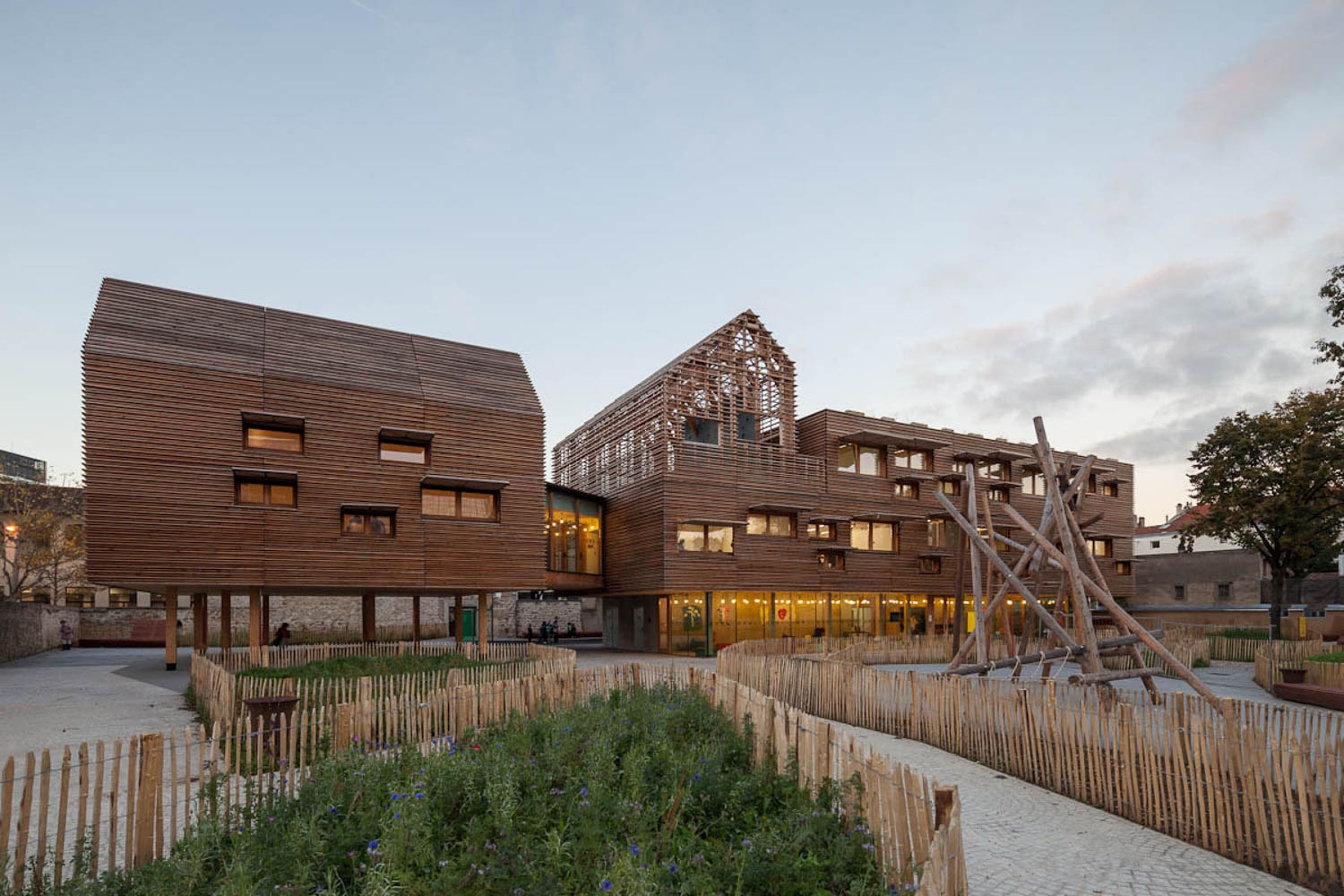
School in Courbevoie, 2013 - K-Architecture
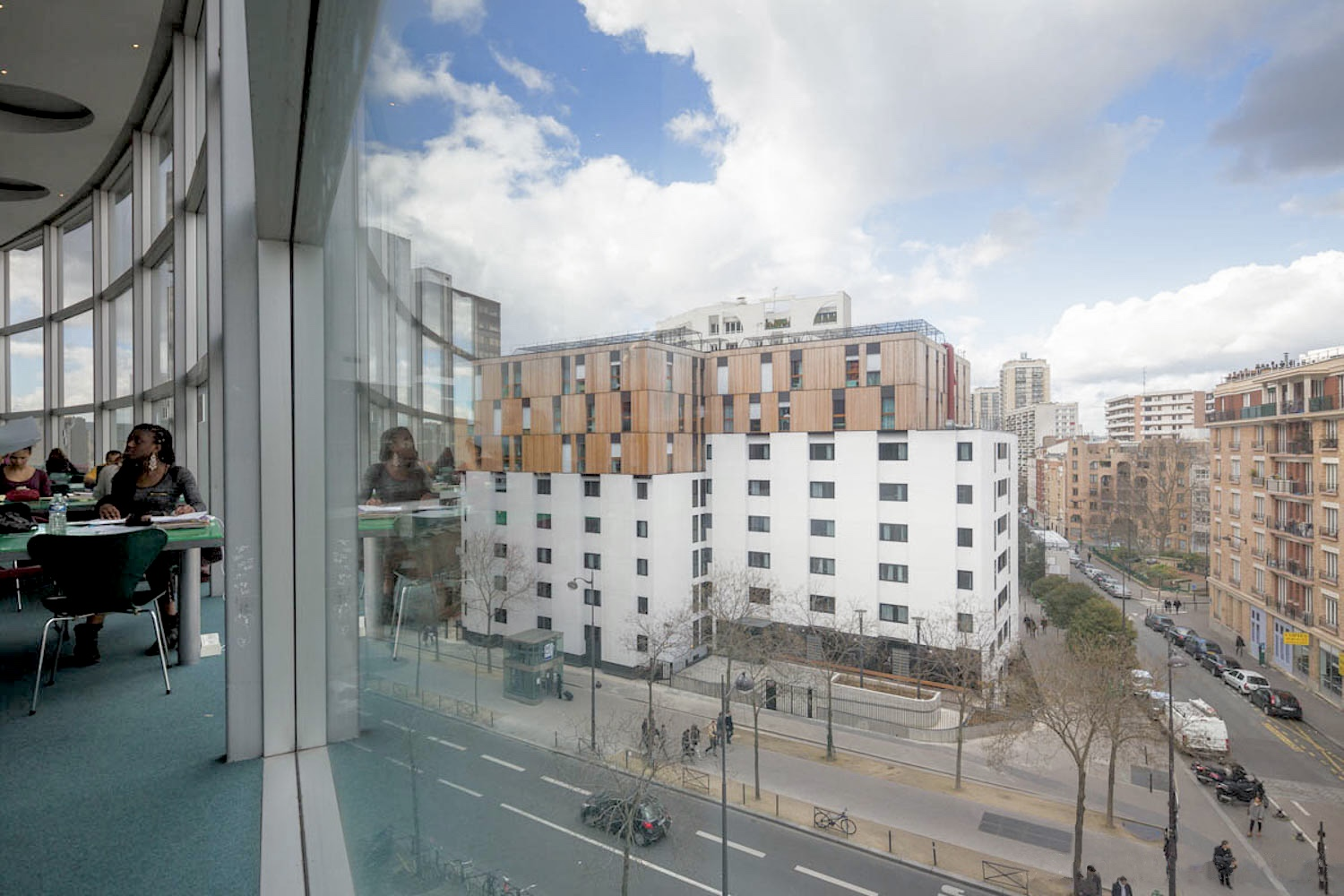
Wood elevation in Paris-Tolbiac, 2013 - Atelier Marie Schweitzer
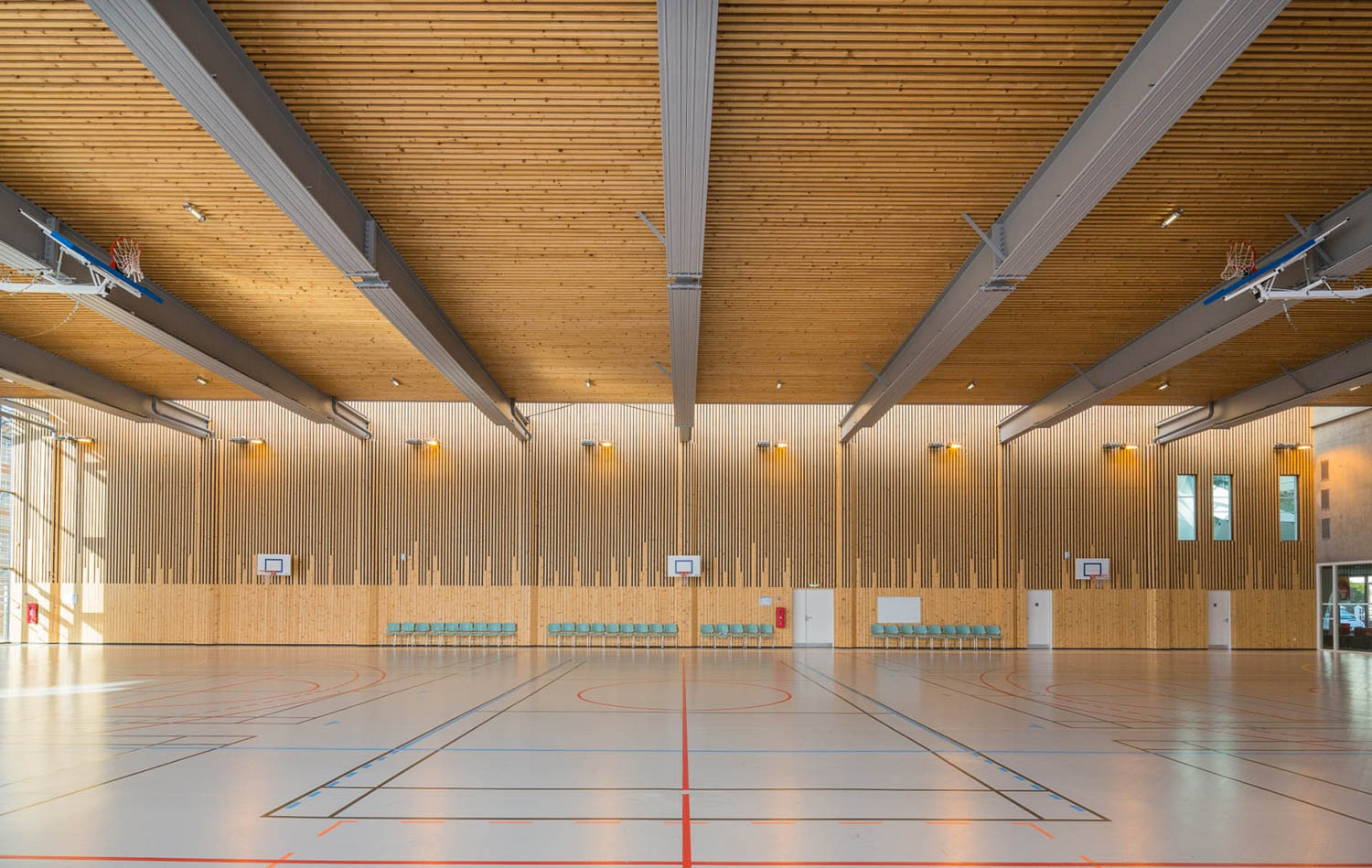
Sport Hall in Villeneuve-la-Garenne, 2011 - Tessier Poncelet Architects
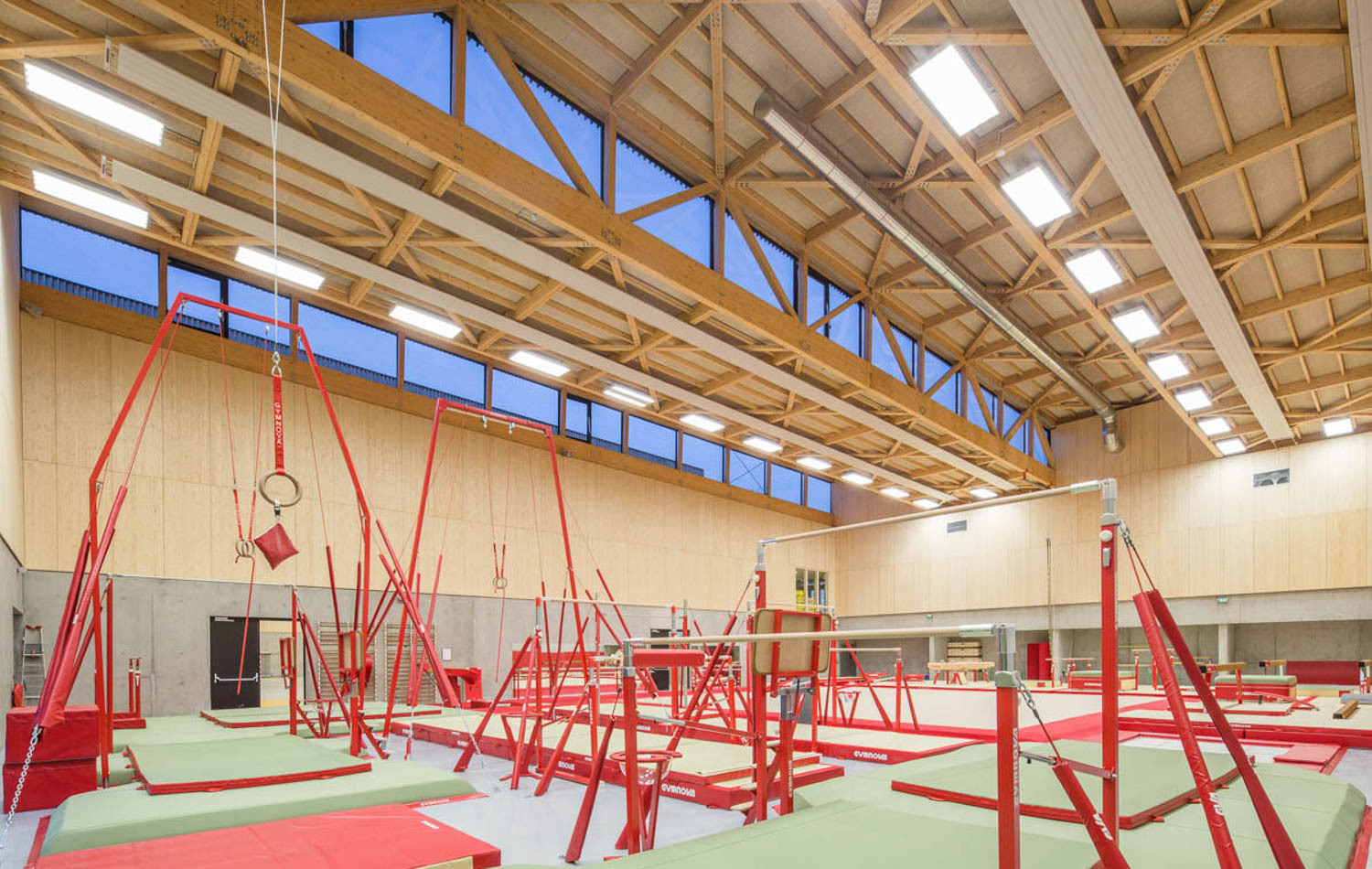
Sport Hall  Hacine-Chérifi price World Architecture News in 2015
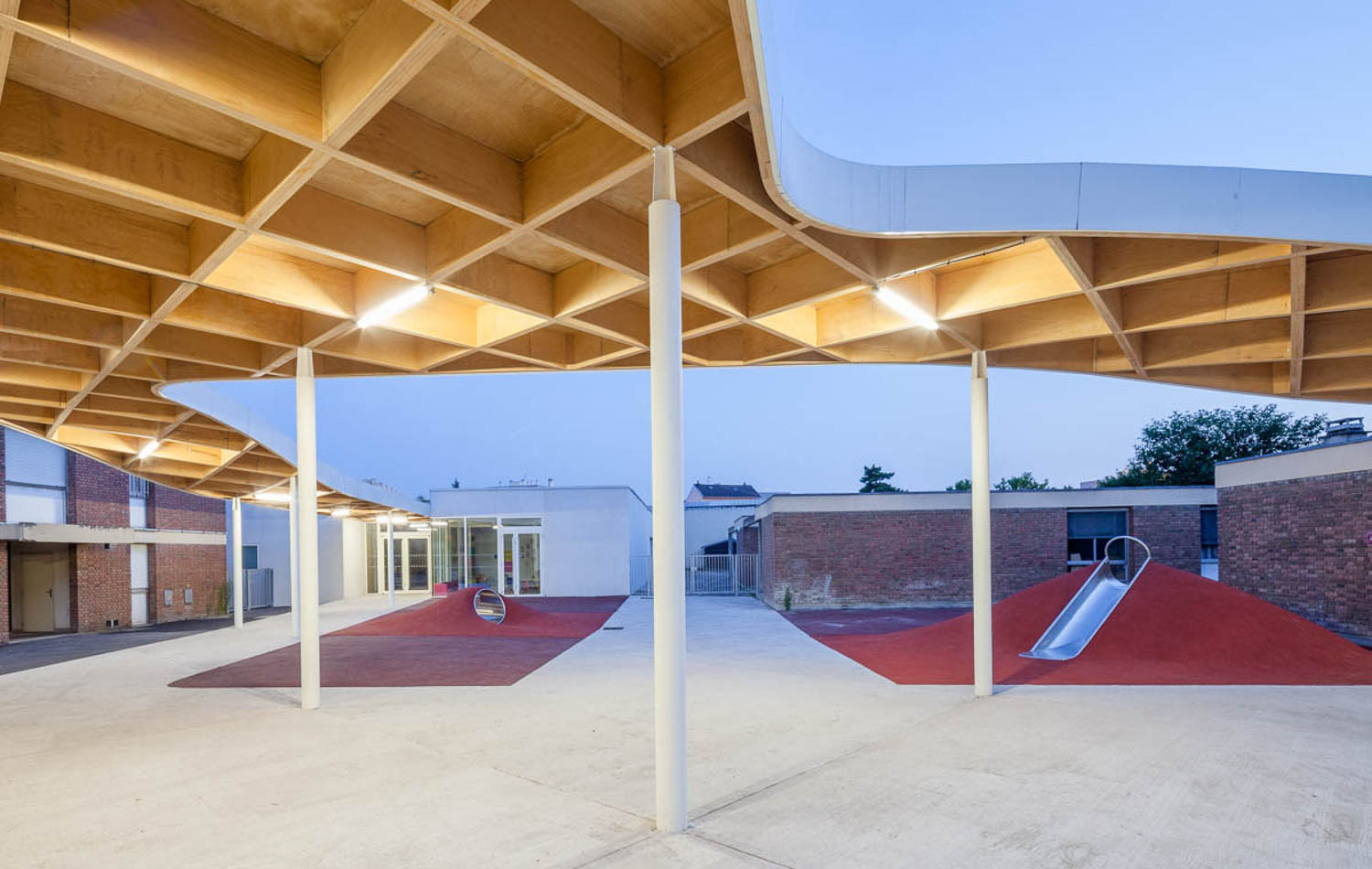
Charlie Chaplin School, 2014 - SAM Architecture
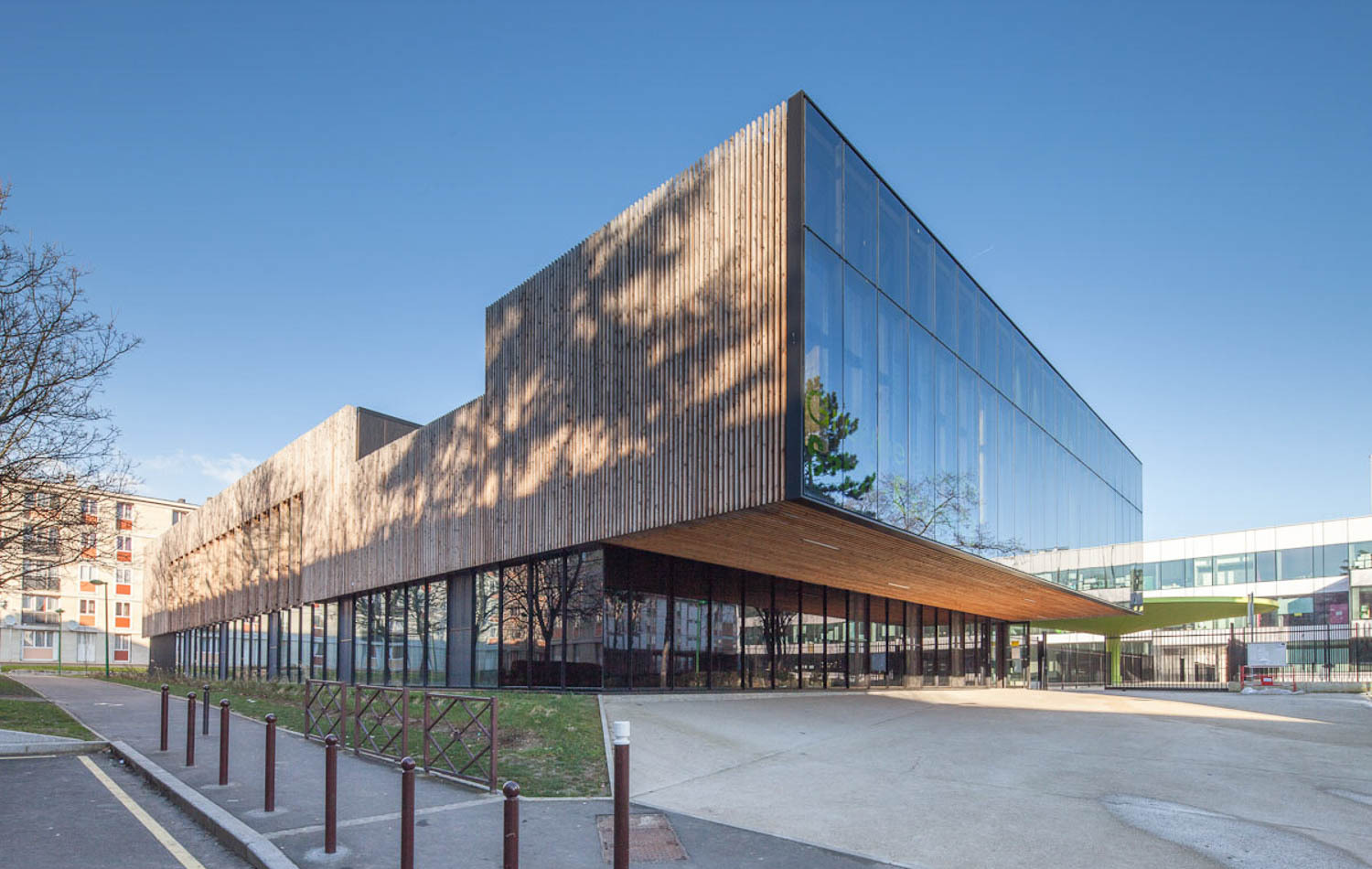
School Saint-Exupéry in Sarcelles,  2011 - Gaëtan Le Penhuel Architectes
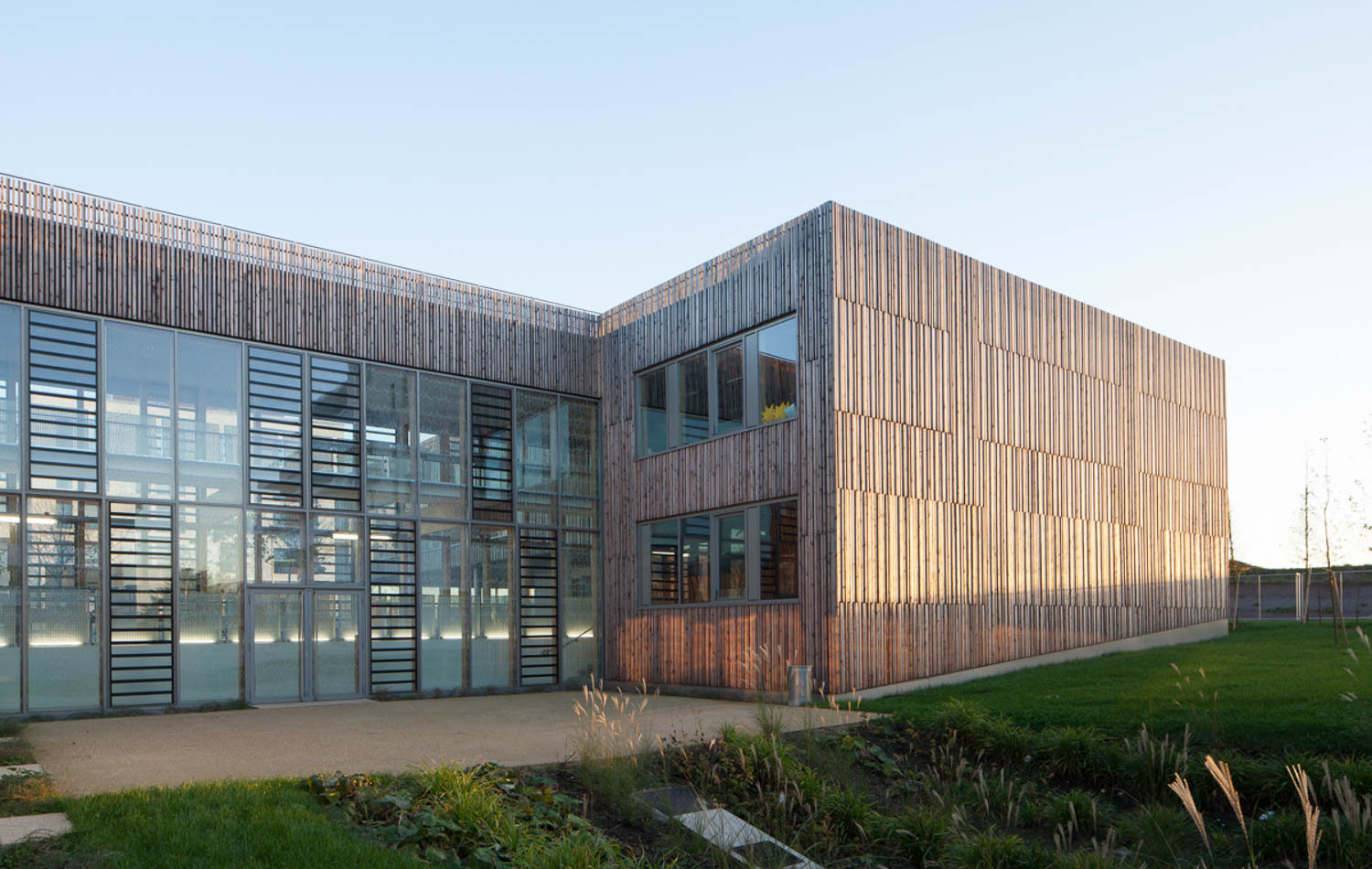
School Brétigny-sur-Orge, 2013 - TOA Architectes
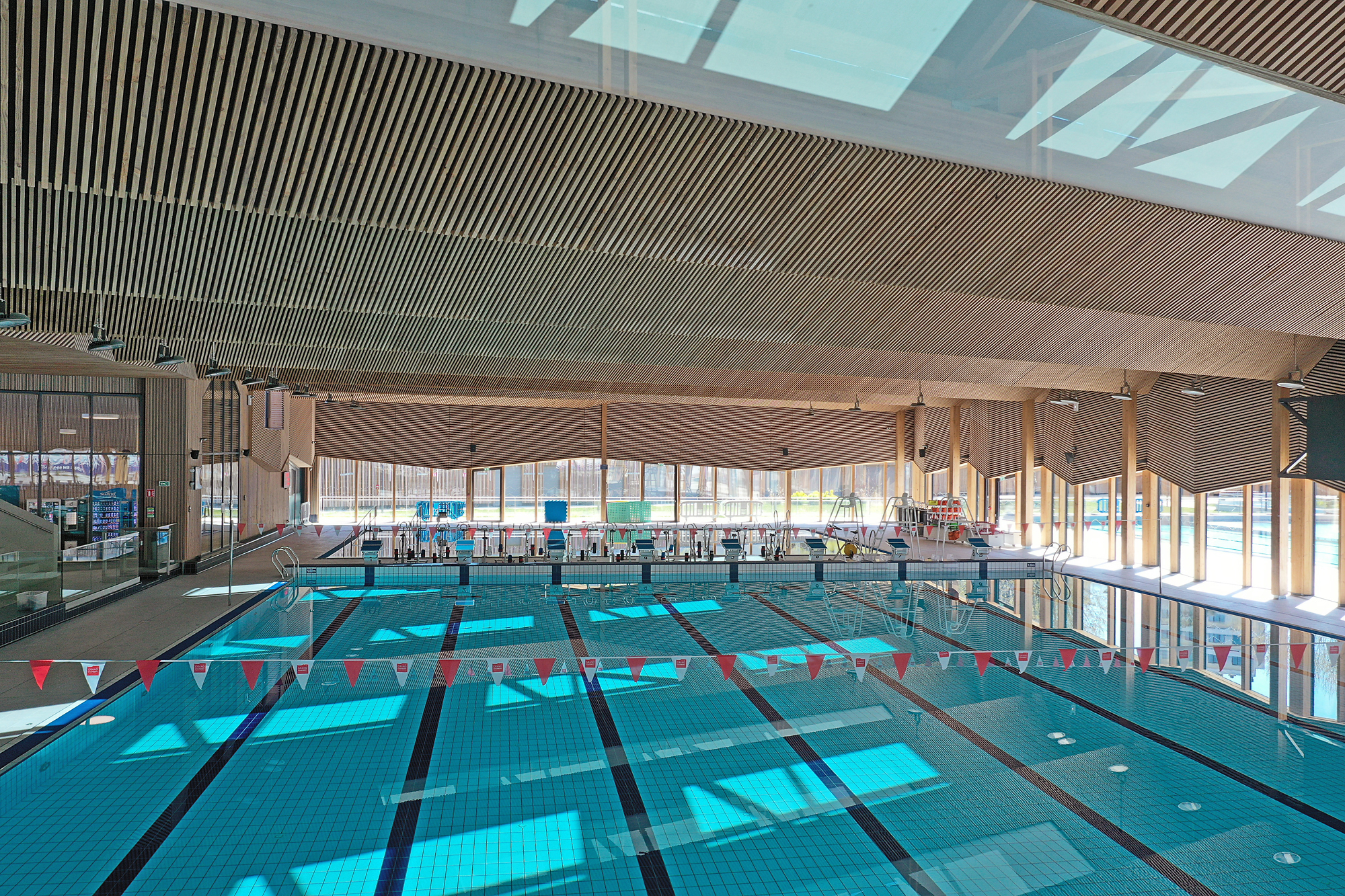
Grand Chambéry Pool,  2020 - ALN Atelien Architecture
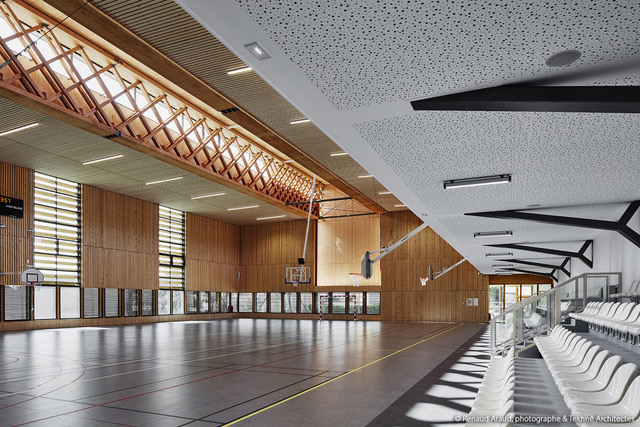
Sport hall in Donzère with record of 45m
Renovation for the city of Paris with Marie Schweitzer architect
Standing apartment rue de Javel with Marie Schweitzer architect